# بلقاء حرجية
بلقاء حرجية (الاسم العلمي:Melaleuca sylvana) هو نوع من النباتات يتبع جنس البلقاء من فصيلة الآسية.